# محمد الزهراوي أبو نوفل
محمد الزهراوي أبو نوفل (مواليد سنة 1944م)، هو شاعر مغربي.

## نشأة
ولد علم 1944 بالريف الغربي من شمال المغرب فـي دوار أسردون دائرة مقريصات إقليم شفشاون، نشأ فـي كنف والده الذي كان فلاحا وفقيها، تعود منذ الصغر على رؤيته فـي بيته كما فـي بساتينه وحقوله يقضي أوقات فراغه فـي تلاوة القرآن وقراِءة الحديث ومجالسة العلماء ومن ثم كان الطريق جليا أمامه فألحقه بكتاب المسجد حيث ختم القرآن مرتين

## الدراسة
ثم دخل المدرسة الابتدائية التي فتحت بالبلدة على يد الاستعمار الفرنسي سنة 1955 م . ومنها انتقل إلـى مدينة وزان حيث حصل على الشهادة الابتدائية وفـي سنة 1959 سافر إلـى مدينة تطوان العاصمة الثقافية لشمال المغرب آن ذاك فالتحق بالمعهد الأصيل كان يقضي جل أوقاتـه بعد الدرس متنقلا بين مكتباتها العامرة باحثا ومنقبا عما يصقل وجدانـه ويشبع نَهَمه المعرفـي متأملا ودارسا وبعدها ذهب إلـى مدينة الرباط العاصمة ليتخرج من معهد التربية والتكوين مدرسا للغة العربية بوزارة التربية الوطنية

## الحياة الاجتماعية والسياسية
بدأ حياتـه العملية مدرسا وأثناءها عكف على دراسة الأدب برموزه التراثية والمعاصرة واتجاهاته المختلفة وأنواعه العربية والغربية والعالمية كمالم يبتعد عن الفلسفة بجميع مدارسها وعصورها كما وقف طويلا عند أعلام الصوفية وخاصة:جلال الدين الرومي وفريد الدين العطار والحلاج والنِّفَّري وابن عربي وابن الفارض وغيرهم كما قرأ أعلام الحداثة فـي الشعر والنثر:طه حسين والرافعي والعقاد ومي زيادة وجبران والسياب والبياتـي ونازك الملائكة وأدونيس وأنسي الحاج ومحمد الماغوط ومحمود درويش ومضفر النواب ومجايله من الشعراء العرب والعالم وخاصة الذين يكتبون باللغتين الفرنسية والإسبانية وما ترجم من الشعر إلـى العربية عن الإنجليزية وغيرها من لغات العالم كالشعر الألمانـي والهولندي والبرتغالـي والإفريقي والهندي فـي شخصية طاغور واليابانـي من خلال الكتب والمجلات بالإضافة إلـى قراءة الرواية والنقد.. خلال هذا المسار لم يكن بمعزل عن الصراعات الإيديولوجية الفكرية والسياسية التي اجتاحت وطنه الصغير المغرب ووطننا العربـي الكبير من المحيط إلـى الخليج منذ أن زلزلت الأرض تحت أقدامنا بسبب نكسة ـــ كما يسمونها ــــ سنة 1967 وما تلاها من حروب وانقلابات وزلازل. وخلال مساره على الدربكان ينشر إبداعاته في الصحف الوطنية والعربية

## من مؤلفاته
- له ست مجموعت شعرية أصدرها في كتاب: (الآثار الشعرية الكاملة).[1]
- ديوان محمد الزهراويأبو نوفل في جزءين:
  - في الأول ثلاث مجموعات هي:حكاية نورس ـــ صوت النهر ـــ السندباد.
  - وفـي الثانـي ثلاث مجموعات أيضا هي: هوادج الريح ــــــ الرسولة ــــــ كتاب الغريبة.
- وسيُصدر الجزء الثالث الجاهز للنشرو به المجموعات التالية : الصوت والصدى قصائد الليل امْرأ ة حُبُّها يُنَوِّر الوجْهحَدائِقُ الطّيْروالرابع أيضا لأنه كما يقول ما زال مفتوحا على المدى. الآثار الشعرية صادرة عن دار نداكم للنشر/ الرباط سنة:2005ولا زال يكتب وينشر أعماله حالياً في المواقع الإلكترونية..